# Wings Gaming
Wings Gaming — китайська кіберспортивна організація, яка існувала з 2014 по 2017 роки. Найбільш відома своєю перемогою на чемпіонаті світу з Dota 2 The International 2016.
Китайський колектив засновано у 2014 році. Команда, що складалась з невідомих широкому колу вболівальників молодих китайських гравців, зуміла досягти найвищих результатів у 2016 році. Спочатку Wings Gaming здобули перемогу над OG у фіналі турніру The Summit 5. Потім, вигравши китайські відбіркові на The International 2016, Wings перемогли на головному турнірі року, обігравши у фіналі американську команду Digital Chaos з рахунком 3:1. Перемога на The International принесла команді максимальні призові в історії кіберспорту — понад дев'ять мільйонів доларів. Завдяки цьому рекорду команда потрапила до Книги рекордів Гіннеса.
Команда відрізнялась виключно різноманітною та агресивною манерою гри, а також незвичайним та широким пулом героїв. Непередбачуваність дозволяла команді претендувати на перемогу у матчі проти будь-якого суперника. З іншого боку, ризикована гра Wings позначалась на відсутності стабільності результатів. Так, під час матчів групової стадії The International 2016 Wings програли абсолютним аутсайдерам з TNC, що змушувало скептично ставитися до їх шансів на перемогу в турнірі.
Перемога на The International залишилась найбільшим досягненням колективу. Після закінчення турніру у гравців виник конфлікт з менеджментом через те, що керівництво забрало собі 20% виграшу, в той час, як зазвичай ця цифра не перевищувала 5-10%. Організація вирішила інвестувати зароблені гроші в інші дисципліни, але не досягла успіху. В результаті, скрутне фінансове становище призвело до двомісячної затримки зарплатні гравців. Кіберспортсмени вийшли зі складу Wings Gaming та встигли виступити на Kiev Major під назвою Team Random, після чого розійшлися по інших колективах.